# 里彭萬德山
47°8′56″N 11°16′27″E / 47.14889°N 11.27417°E

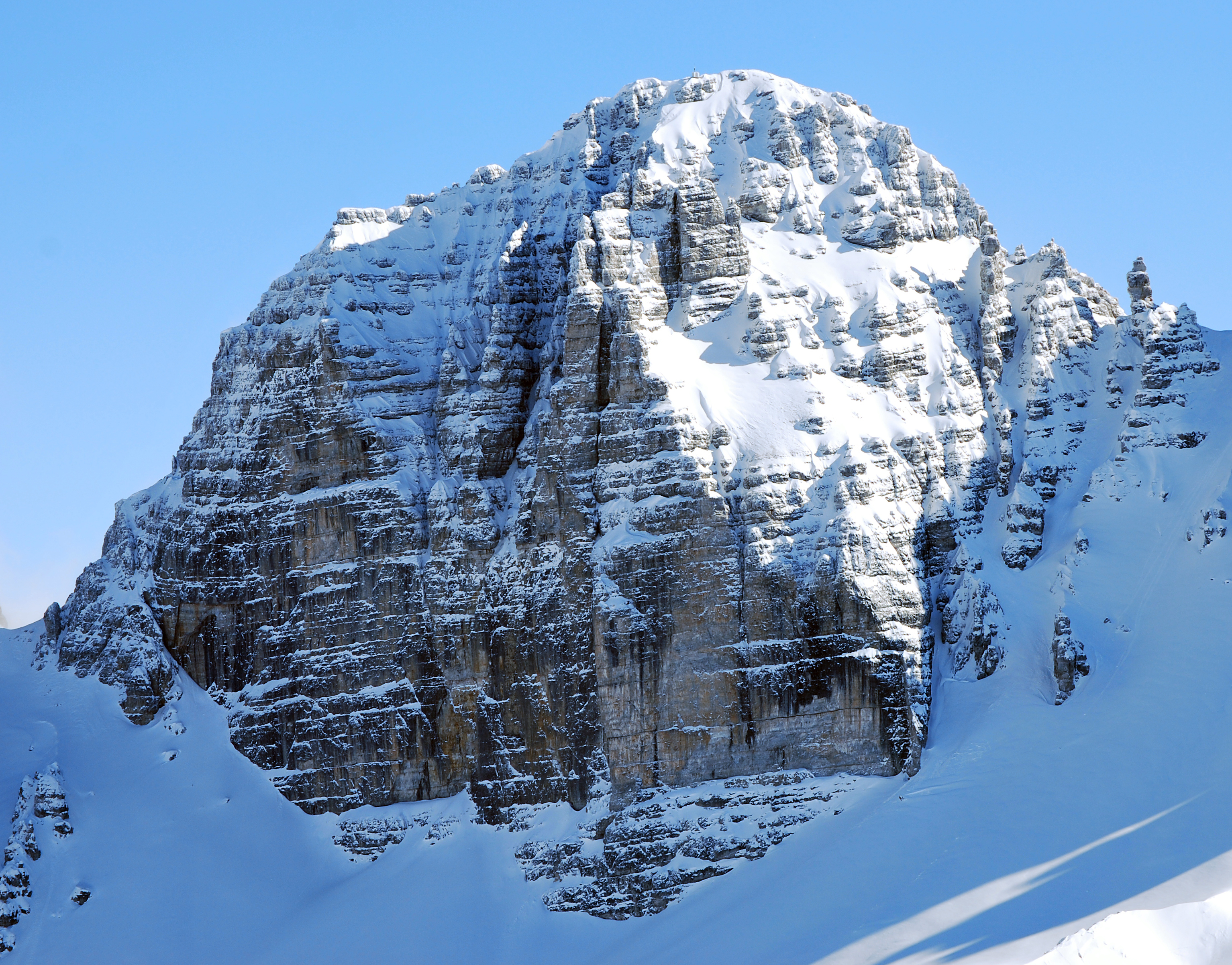

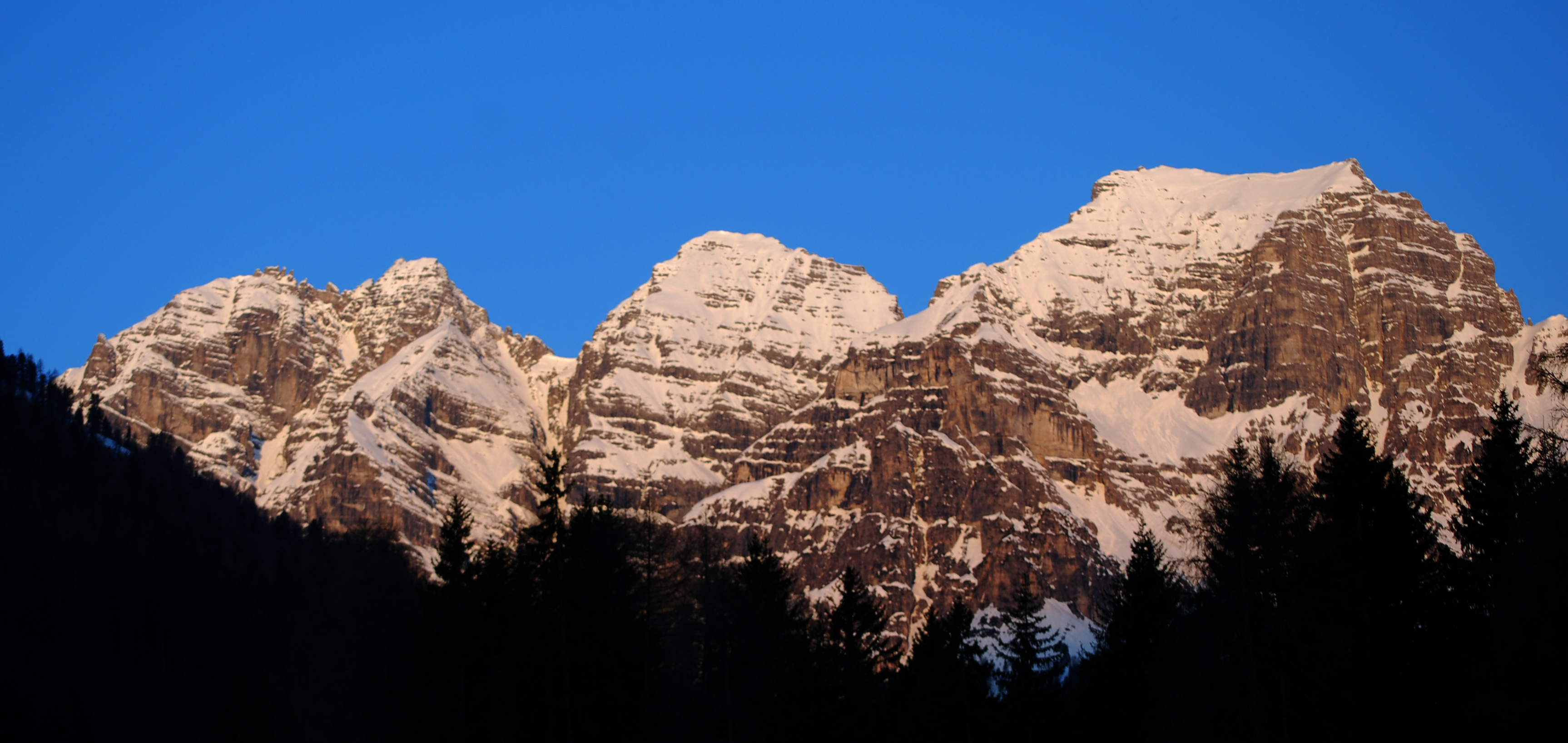

里彭萬德山（德語：Riepenwand），是奧地利的山峰，位於該國西部，由蒂羅爾州負責管轄，屬於斯圖拜阿爾卑斯山脈的一部分，距離施利克塞峰0.4公里，海拔高度2,774米，人類在1883年首次登頂。